# 约翰·佩尔杜
约翰·佩尔杜（英語：John P. Perdew，1943年8月30日—），美国理论凝聚态物理学家，杜兰大学教授。佩尔杜出生于马里兰州坎伯兰，1971年获康奈尔大学物理学博士学位。1971-1974年在多伦多大学做博士后研究。他成功为科恩－沈吕九方程设计了新的、实用的泛函。2011年被选入美国国家科学院。2013年进入天普大学作为劳拉·卡内尔讲席教授。